# Chris Eagles
Chris Eagles, född 19 november 1985 i Hemel Hempstead, Hertfordshire, är en engelsk fotbollsspelare som spelar offensiv högermittfältare. Han spelade senast för Oldham Athletic.

## Karriär
Eagles kom från början ifrån Watfords ungdomsakademi, men flyttade till Manchester United när han var 14 år gammal. Han byttes mot dåvarande United-spelaren Danny Webber. Han spelade sin första United match mot Leeds United den 28 oktober 2003, blev utlånad till sin moderklubb Watford 2005 där han spelade 13 matcher och gjorde 1 mål. 
Han blev till säsongen 2005-2006 utlånad till Sheffield Wednesday, han gjorde mål direkt i debutmatchen för Wednesday mot Leeds igen. Han slutade första halvan av säsongen 05-06 med 3 mål. Den 6 januari 2006 blev Eagles återigen utlånad till Watford. Där blev hans mål mot Brighton & Hove Albion från 50 meter (halva plan) framröstat till årets mål i Watford. Målet jämfördes med David Beckhams kända lobb från halva plan ett årtionde tidigare.
Fastän det var brist på mittfältare i Uniteds trupp i augusti 2006 blev Eagles utlånad till NEC Nijmegen, för att få mer erfarenhet. Han fick dock mindre speltid än önskat i Nijmegen och bad att bli tillbakadragen av United efter 11 matcher, de flesta inhopp. Han spelade för United i välgörenhetsmatchen mot Marcello Lippis europeiska drömelva, Europe XI, och gjorde sitt första A-lagsmål till slut den 28 april 2007 i 4-2-segern mot Everton. Eagles mål kom i 93:e minuten efter att han blev inbytt inför 2:a halvlek. Han gjorde även mål under Manchester Uniteds Asian Tour då han gjorde mål i den 19:e minuten i en vänskapsmatch mot FC Seoul.